# Issus sobrinus
Issus sobrinus är en insektsart som beskrevs av Walker 1857. Issus sobrinus ingår i släktet Issus och familjen sköldstritar. Inga underarter finns listade i Catalogue of Life.